# Crystal Lawns, Illinois
Crystal Lawns là một nơi ấn định cho điều tra dân số thuộc quận Will, tiểu bang Illinois, Hoa Kỳ. Năm 2010, dân số của nơi ấn định cho điều tra dân số này là 1872 người.

## Dân số
Dân số qua các năm:
- Năm 2000: 2933 người.
- Năm 2010: 1872 người.